# Гірниківська сільська рада
| Гірниківська сільська рада — адміністративно-територіальна одиниця та орган місцевого самоврядування у Ратнівському районі Волинської області з адміністративним центром у с. Гірники. Історична дата утворення: в 1944 році. Водоймища на території, підпорядкованій даній раді: озера Радожич, Мшане, Чисте, Тисобуль. Сільській раді підпорядковані населені пункти: - с. Гірники - с. Броди - с. Сільце |

## Склад ради
Рада складається з 14 депутатів та голови.

### Керівний склад ради
| ПІБ                     | Основні відомості                                                                                   | Дата обрання | Дата звільнення |
| ----------------------- | --------------------------------------------------------------------------------------------------- | ------------ | --------------- |
| Мерчук Володимир Якович | Сільський голова, 1963 року народження, освіта, член Української Народної Партії                    | 26.03.2006   | 31.10.2010      |
| Мерчук Володимир Якович | Сільський голова, 1963 року народження, освіта середня спеціальна, член Української Народної Партії | 31.10.2010   | 31.10.2015      |
| Мерчук Володимир Якович | Сільський голова, 1963 року народження, освіта середня спеціальна, член Української Народної Партії | 05.11.2015   | 31.10.2020      |

Примітка: таблиця складена за даними джерела

## Населення
Згідно з переписом УРСР 1989 року чисельність наявного населення сільської ради становила 3489 осіб, з яких 1688 чоловіків та 1801 жінка.
За переписом населення України 2001 року в сільській раді мешкало 3916 осіб.

### Мова
Розподіл населення за рідною мовою за даними перепису 2001 року:
| Мова       | Відсоток |
| ---------- | -------- |
| українська | 99,62 %  |
| російська  | 0,33 %   |
| білоруська | 0,03 %   |
| молдовська | 0,03 %   |